# Brian Blume
Brian J. Blume (Chicago, 12 gennaio 1950 – Elkhorn, 27 marzo 2020) è stato un editore e autore di giochi statunitense, comproprietario con Gary Gygax e Don Kaye della Tactical Studies Rules, editrice del gioco di ruolo Dungeons & Dragons.

## Biografia
Blume iniziò a giocare a scacchi a sette anni e al wargame Gettysburg della Avalon Hill nel 1959. Alle medie era affascinato dalla storia e venne coinvolto nei wargame tridimensionali alle superiori. Lavorò come apprendista meccanico per la realizzazione di strumenti di precisione nella compagnia del padre per cinque anni.
Blume conobbe Gary Gygax alla convention di giochi Gen Con a Lake Geneva, Wisconsin e più tardi nel 1974 si associò con Gygax e Don Kaye come socio alla pari nella TSR, usando i fondi fornitigli dal padre, Melvin Blume per finanziare la pubblicazione dell'edizione originale di Dungeons & Dragons. Kaye non aveva lasciato nel suo testamento delle indicazioni specifiche riguardo al suo terzo della compagnia, pertanto le sue azioni passarono alla moglie, che non era interessata ad avere alcuna parte nella TSR. Gygax affermò che «Dopo la morte di Don [la moglie] scaricò tutto il materiale della Tactical Studies Rules di fronte al mio portico. Sarebbe stato impossibile gestire una compagnia con lei coinvolta come partner.» Né Gygax, né Blume, avevano i fondi per ricomprare formalmente le quote della compagnia possedute dalla moglie di Kaye, ma Blume persuase Gygax di permettere a suo padre, Melvin Blume, di comprarle. La compagnia fu riformata come TSR Hobbies, con la famiglia Blume che ne possedeva la quota di controllo.
Blume collaborò con Gygax a scrivere il supplemento Eldritch Wizardry (1976), battezzando il personaggio di Vecna come anagramma del cognome dello scrittore Jack Vance. Blume collaborò anche a The Rogues Gallery. Scrisse con Gygax il wargame tridimensionale Warriors of Mars (1974) e il gioco di ruolo Boot Hill (1975). Blume è anche l'autore del wargame tridimensionale Panzer Warfare (1975).
I fratelli Blume portarono nel consiglio di direzione tre direttori esterni della AMA per portare il numero dei suoi membri a sei: un avvocato di un grosso studio di Milwaukee, un direttore del personale di una compagnia di Milwaukee e il proprietario di una ditta che produceva articoli medici, nessuno dei quali aveva alcuna esperienza di giochi, ma che votavano consistentemente a favore dei fratelli Blume.
Mentre Gygax era coinvolto nella produzione della serie animata Dungeons & Dragons e stava esplorando le possibilità di produrre un adattamento cinematografico aveva lasciato la gestione della TSR ai due fratelli Blume. Quando tornò in Wisconsin la compagnia era in debito di 1,5 milioni di dollari. Gygax riuscì a convincere i membri del consiglio di amministrazione a licenziare Kevin Blume e persuase Lorraine Williams a investire nella TSR, assumendola per gestirla. La Williams congedò i tre direttori esterni che per quell'epoca erano stati in carica per circa due anni. Poco dopo i fratelli Blume cedettero le loro azioni alla Williams, facendo perdere a Gygax la quota di controllo della compagnia. Brian Blume lasciò la TSR dopo un'acida lotta contro Gary Gygax. Gygax vendette le sue azioni rimanenti e lasciò la TSR nel 1985.
Blume successivamente lavorò come cartografo, soprattutto su numerosi supplementi della White Wolf.
È morto il 27 marzo 2020 presso la Lakeland Nursing Home in Elkhorn Wisconsin a causa della malattia di Parkinson di cui soffriva.